# Hankel-matrix
Een hankel-matrix is een symmetrische matrix waarvan de elementen op alle antidiagonalen, dat zijn de diagonalen loodrecht op de hoofddiagonaal, dus de diagonalen die van linksonder naar rechtsboven gaan, hetzelfde zijn. De hankel-matrix is naar Hermann Hankel genoemd.
Voorbeeld van een hankel-matrix:
{\displaystyle {\begin{bmatrix}1&2&5\\2&5&8\\5&8&3\end{bmatrix}}}
Een hankel-matrix wordt bijvoorbeeld volledig beschreven door de elementen in de eerste en de laatste rij. Dat is in de gegeven matrix door de getalrijen (1,2,5) en (5,8,3), waarbij het eerste element van de tweede rij eigenlijk overbodig is. Voor het element in rij {\displaystyle i} en kolom {\displaystyle j} van een hankel-matrix geldt:
{\displaystyle a(i,j)=a(i-1,j+1)}
of anders gezegd: elk element is gelijk aan het element dat er rechtsboven staat.
Een hankel-matrix lijkt veel op een toeplitz-matrix, daarin zijn de elementen op de diagonalen evenwijdig aan de hoofddiagonaal constant. Een hankel-matrix is dus een ondersteboven gekeerde toeplitz-matrix. Een hilbert-matrix is een voorbeeld van een hankel-matrix. De waarden in de eerste rij en de laatste kolom van een hilbert-matrix zijn de breuken 1, 1/2, 1/3, 1/4, enzovoort.
Bij uitbreiding wordt het begrip hankel-matrix ook toegepast op niet-vierkante matrices, bijvoorbeeld:
{\displaystyle {\begin{bmatrix}1&2&3&4&5\\2&3&4&5&6\\3&4&5&6&7\\4&5&6&7&8\\\end{bmatrix}}}

## Hankel-transformatie
Met een oneindige rij gehele getallen {\displaystyle A=(a_{1},a_{2},a_{3},\ldots )} associeert men de oneindige hankel-matrix met {\displaystyle a_{i+j-1}} op rij {\displaystyle i} en kolom {\displaystyle j}. De hankel-matrix {\displaystyle H_{n}} van orde {\displaystyle n} is de vierkante submatrix met {\displaystyle n} rijen in de linkerbovenhoek van die matrix:
{\displaystyle H_{n}={\begin{bmatrix}a_{1}&a_{2}&\ldots &a_{n}\\a_{2}&a_{3}&\ldots &a_{n+1}\\\vdots &\vdots &\ddots &\vdots \\a_{n}&a_{n+1}&\ldots &a_{2n-1}\\\end{bmatrix}}}
De determinant van {\displaystyle H_{n}} noemt men de hankel-determinant {\displaystyle h_{n}} van orde {\displaystyle n}. De rij {\displaystyle (h_{1},h_{2},h_{3},\ldots )} noemt men de hankel-transformatie van {\displaystyle A}. Als men dit bijvoorbeeld toepast op de reeks catalan-getallen, {1, 1, 2, 5, 14, 42, 132, ...} ontstaat de hankel-transformatie {1, 1, 1, 1, ...}. Dit is niet de enige tij met die eigenschap. Men kan bewijzen dat voor iedere rij de hankel-transformatie ervan gelijk is aan de hankel-transformatie van de binomiaaltransformatie van die rij. De binomiaaltransformatie van de catalan-getallen bijvoorbeeld is {1, 2, 5, 15, 51, 188, 731, ...}.

## Voetnoten
1. ↑  Hermann Hankel heeft ook een integraaltransformatie ontwikkeld. Beide transformaties moeten niet met elkaar worden verward.
2. ↑  Andere voorbeelden: rij A055877 in OEIS, rij A055878 in OEIS en rij A055879 in OEIS
3. ↑  JW Layman. The Hankel transform and some of its properties, 2001.  voor Journal of Integer Sequences 4, 01.1.5
4. ↑  rij A055877 in OEIS